# Gran Premi de Suïssa de Motocròs 500cc
|  | Per a altres significats, vegeu «Gran Premi de Suïssa de Motocròs». |

El Gran Premi de Suïssa de Motocròs en la cilindrada de 500cc (francès: Grand Prix de Suisse de Moto-Cross 500cc; alemany: Großer Preis der Schweiz Moto-Cross 500 ccm), abreujat GP de Suïssa de 500cc, fou una prova internacional de motocròs que es va celebrar anualment a Suïssa entre el 1953 i el 2001, és a dir, des de la segona edició del Campionat d'Europa fins a poc abans del final del Campionat del Món d'aquesta cilindrada (el 2004, la històrica categoria de 500cc fou reconvertida a la ja desapareguda MX3). Anomenat inicialment només "Gran Premi de Suïssa de Motocròs", no fou fins a la creació de la Copa d'Europa de 250cc, el 1957, quan se'l va començar a conèixer amb l'afegitó de la cilindrada ("Gran Premi de Suïssa de Motocròs de 500cc") per tal de diferenciar-lo del Gran Premi de Suïssa de Motocròs de 250cc, amb el qual convisqué des d'aleshores en circuits i dates separats.
Després de les set edicions inicials, totes elles al circuit muntat al Bout-du-Monde de Ginebra, el Gran Premi inicià una certa rotació geogràfica per Suïssa i, al llarg dels anys, s'arribà a disputar en un total de 5 escenaris diferents, dels quals els que més es varen repetir varen ser Wohlen, amb un total de 9 edicions, i Payerne, amb 19 edicions.

## Edicions
| Població                | Cantó        | Llengua | Data usual     | De   | A    | Edicions |
| ----------------------- | ------------ | ------- | -------------- | ---- | ---- | -------- |
| Ginebra (Bout-du-Monde) | Ginebra      | Francès | A l'abril-maig | 1953 | 1993 | 8        |
| Payerne                 | Vaud         | Francès | A l'abril      | 1961 | 1998 | 19       |
| Bremgarten              | Argòvia      | Alemany | Al juny        | 1962 | 1962 | 1        |
| Wohlen                  | Argòvia      | Alemany | A l'agost      | 1963 | 1995 | 9        |
| Roggenburg              | Basilea-Camp | Alemany | A l'agost      | 1987 | 2001 | 4        |
| Total                   | 5            |         |                |      |      | 41       |

## Palmarès
Font:
| Edició  | Any   | Lloc                     | Data            | Guanyador          | Guanyador       |
| ------- | ----- | ------------------------ | --------------- | ------------------ | --------------- |
| I       | 1953  | Ginebra                  | 25-26 d'abril   | Basil Hall         | BSA             |
| II      | 1954  | Ginebra                  | 24-25 d'abril   | Auguste Mingels    | FN              |
| III     | 1955  | Ginebra                  | 7-8 de maig     | Victor Leloup      | FN              |
| IV      | 1956  | Ginebra                  | 5-6 de maig     | Geoff Ward         | BSA             |
| V       | 1957} | Ginebra                  | 4-5 de maig     | Nic Jansen         | Matchless       |
| VI      | 1958  | Ginebra                  | 10-11 de maig   | René Baeten        | FN              |
| VII     | 1959  | Ginebra                  | 25-26 d'abril   | Bill Nilsson       | Crescent-AJS 7R |
|         | 1960  | No es disputà            | No es disputà   | No es disputà      | No es disputà   |
| VIII    | 1961  | Payerne                  | 8-9 d'abril     | Sten Lundin        | Lito            |
| IX      | 1962  | Bremgarten               | 2-3 de juny     | Gunnar Johansson   | Lito            |
| X       | 1963  | Wohlen                   | 4-5 de maig     | Sten Lundin        | Lito            |
| XI      | 1964  | Payerne                  | 11-12 d'abril   | Rolf Tibblin       | Hedlund         |
| XII     | 1965  | Wohlen                   | 10-11 d'abril   | Jeff Smith         | BSA             |
| XIII    | 1966  | Payerne                  | 16-17 d'abril   | Paul Friedrichs    | ČZ              |
| XIV     | 1967  | Wohlen                   | 19-20 d'agost   | Paul Friedrichs    | ČZ              |
| XV      | 1968  | Wohlen                   | 17-18 d'agost   | Paul Friedrichs    | ČZ              |
| XVI     | 1969  | Wohlen                   | 23-24 d'agost   | Bengt Åberg        | Husqvarna       |
| XVII    | 1970  | Payerne                  | 11-12 d'abril   | Bengt Åberg        | Husqvarna       |
|         | 1971  | No es disputà            | No es disputà   | No es disputà      | No es disputà   |
| XVIII   | 1972  | Payerne                  | 29-30 d'abril   | Heikki Mikkola     | Husqvarna       |
|         |       | 1973-1974: No es disputà |                 |                    |                 |
| XIX     | 1975  | Payerne                  | 12-13 d'abril   | Roger De Coster    | Suzuki          |
| XX      | 1976  | Payerne                  | 3-4 d'abril     | Gerrit Wolsink     | Suzuki          |
| XXI     | 1977  | Wohlen                   | 27-28 d'agost   | Roger De Coster    | Suzuki          |
| XXII    | 1978  | Payerne                  | 8-9 d'abril     | Heikki Mikkola     | Yamaha          |
| XXIII   | 1979  | Payerne                  | 7-8 de juliol   | Heikki Mikkola     | Yamaha          |
| XXIV    | 1980  | Payerne                  | 12-13 d'abril   | André Malherbe     | Honda           |
| XXV     | 1981  | Payerne                  | 25-26 d'abril   | Håkan Carlqvist    | Yamaha          |
|         | 1982  | No es disputà            | No es disputà   | No es disputà      | No es disputà   |
| XXVI    | 1983  | Payerne                  | 9-10 d'abril    | Graham Noyce       | Honda           |
| XXVII   | 1984  | Payerne                  | 28-29 d'abril   | Georges Jobé       | Kawasaki        |
| XXVIII  | 1985  | Wohlen                   | 25-26 d'agost   | André Malherbe     | Honda           |
|         | 1986  | No es disputà            | No es disputà   | No es disputà      | No es disputà   |
| XXIX    | 1987  | Roggenburg               | 29-30 d'agost   | Kees van Der Ven   | KTM             |
| XXX     | 1988  | Payerne                  | 23-24 d'abril   | Kurt Nicoll        | Kawasaki        |
| XXXI    | 1989  | Wohlen                   | 26-27 d'agost   | Dave Thorpe        | Honda           |
| XXXII   | 1990  | Payerne                  | 28-29 d'abril   | Billy Liles        | Kawasaki        |
| XXXIII  | 1991  | Payerne                  | 13-14 d'abril   | Kurt Nicoll        | KTM             |
| XXXIV   | 1992  | Roggenburg               | 22-23 d'agost   | Kurt Nicoll        | KTM             |
| XXXV    | 1993  | Ginebra                  | 28-29 d'agost   | Jorgen Nilsson     | Honda           |
| XXXVI   | 1994  | Payerne                  | 9-10 d'abril    | Gert-Jan Van Doorn | Honda           |
| XXXVII  | 1995  | Wohlen                   | 6-7 de maig     | Joël Smets         | Husaberg        |
|         | 1996  | No es disputà            | No es disputà   | No es disputà      | No es disputà   |
| XXXVIII | 1997  | Payerne                  | 26-27 d'abril   | Joël Smets         | Husaberg        |
| XXXIX   | 1998  | Payerne                  | 18-19 d'abril   | Darryl King        | Husqvarna       |
|         | 1999  | No es disputà            | No es disputà   | No es disputà      | No es disputà   |
| XL      | 2000  | Roggenburg               | 2-3 de setembre | Marnicq Bervoets   | Yamaha          |
| XLI     | 2001  | Roggenburg               | 11-12 d'agost   | Marnicq Bervoets   | Yamaha          |

Notes
1. ↑  Del 1957 al 1958, el GP de Suïssa de 500cc ho fou alhora de 250cc i puntuà per a la Copa d'Europa de la cilindrada. Aquesta taula reflecteix només els resultats de la categoria de 500cc/650cc.
2. ↑  L'any 2000, el GP de Suïssa ho fou alhora de 250 i 500cc. El 2001, ho fou de 125, 250 i 500cc. Aquesta taula reflecteix només els resultats de la categoria de 500cc.

## Estadístiques
S'han considerat tots els resultats compresos entre el 1953 i el 2001.

### Guanyadors múltiples
| Pilot            | Victòries |
| ---------------- | --------- |
| Paul Friedrichs  | 3         |
| Heikki Mikkola   | 3         |
| Kurt Nicoll      | 3         |
| Sten Lundin      | 2         |
| Bengt Åberg      | 2         |
| Roger De Coster  | 2         |
| André Malherbe   | 2         |
| Joël Smets       | 2         |
| Marnicq Bervoets | 2         |

### Victòries per país
| País          | Victòries |
| ------------- | --------- |
| Bèlgica       | 13        |
| Suècia        | 9         |
| Regne Unit    | 8         |
| RDA           | 3         |
| Finlàndia     | 3         |
| Països Baixos | 3         |
| Estats Units  | 1         |
| Nova Zelanda  | 1         |
| Total         | 41        |

### Victòries per marca
| Marca           | Victòries |
| --------------- | --------- |
| Honda           | 6         |
| Yamaha          | 5         |
| Husqvarna       | 4         |
| Kawasaki        | 3         |
| Suzuki          | 3         |
| Lito            | 3         |
| BSA             | 3         |
| KTM             | 3         |
| ČZ              | 3         |
| FN              | 3         |
| Husaberg        | 2         |
| Matchless       | 1         |
| Hedlund         | 1         |
| Crescent-AJS 7R | 1         |
| Total           | 41        |